# BMW X2
BMW X2 је субкомпактни кросовер који производи немачка фабрика аутомобила BMW од 2017. године.

## Историјат
BMW X2 се описује као елегантан и забаван сродник озбиљнијег и класичнијег кросовера X1. BMW X2 је најмањи BMW-ов кросовер, иако дели исто међуосовинско растојање са другом генерацијом X1 (F48), X2 је нешто краћи и нижи од X1 F48 и доносећи више спортског духа, агилности и забаве у вожњи. X2 има атрактивнију, спортскију силуету, која би требало да привуче млађе клијенте, за разлику од „класичног” кросовера X1.
Дели исту UKL платформу са X1 F48, серијом 2 актив турер и Минијевим моделима. Заснован је на концепту BMW Concept X2 приказаном на салону аутомобила у Паризу 2016. године, након чега је у октобру 2017. године објављено финално продукцијско решење. X2 је доступан са погоном на предње точкове и погоном на сва четири точка (xDrive) и моторима, троцилиндрични бензински са турбопуњачем и четвороцилиндрични бензински и дизел мотори.